# Nene (fleuve)
Pour les articles homonymes, voir Nene.
La rivière Nene est une rivière de l'est de l'Angleterre, dans le Northamptonshire.

## Géographie
Cette rivière côtière délimite les comtés du Cambridgeshire et du Norfolk sur près de 6 kilomètres en partant de son estuaire dans le Wash. Avec 146 km de longueur, c'est le 9e fleuve d'Angleterre et le 12e du Royaume-Uni. Depuis sa source dans les collines de Arbury Hill jusqu'à Northampton elle franchit un dénivelé de 90 mètres en 27 kilomètres. Elle descend encore 60 m jusqu'à son embouchure.